# Justicia pelianthia
Justicia pelianthia är en akantusväxtart som beskrevs av Emery Clarence Leonard. Justicia pelianthia ingår i släktet Justicia och familjen akantusväxter. Inga underarter finns listade i Catalogue of Life.